# Хоакин Гузман Лоера
Хоакин Арчивалдо Гузман Лоера (шп. Joaquín Archivaldo Guzmán Loera, : ; 25. децембар 1954. или 4. април 1957) је мексикански наркобос који заповеда Синалоанским картелом, криминалном организацијом названој по мексичкој пацифичкој држави Синалои, где је и формиран. Гузман Лоера, због своје висине од 1,68 m познатији као „Ел Чапо” Гузман (шп. El Chapo Guzmán, изговор:  — „ниски Гузман”), постао је мексички највећи нарко-бос 2003. године, после хапшења његовог ривала Осијела Карденаса који управља Голфским картелом. До фебруара 2014. године сматран је „најмоћнијим трговцем дрогом на свету”, како су га називали челници Америчког министарства финансија.
Магазин Форбс је 2011. Гузмана сврстао у ред најмоћнијих људи на свету за 2009. (41. место), 2010 (60. место) и 2011. годину (55. место). Носио је титулу 10. најбогатијег Мексиканца (1140. место у свету) 2011. године, са свеукупним богатством процењеним на 1 милијарду америчких долара. Магазин га такође назива „највећим краљем дроге свих времена”, а Управа за сузбијање дроге САД (DEA) процењује да је Гузман надмашио утицај и досег Пабла Ескобара, те га сада сматра „кумом света дроге”. Чикашка комисија за криминал је 2013. Гузмана прозвала „државним непријатељем број један” због његовог утицаја у криминалним мрежама и миљеима Чикага, иако не постоје јасни докази да је Гузман боравио у овом граду. Последња особа која је носила претходно поменуту титулу и имала „углед” какав је важио за Ел Чапа био је Ал Капоне крајем двадесетих и почетком тридесетих година 20. века.

## Картел
Гузманов Картел из Синалое, преко Мексика па до Сједињених Држава — највећег светског потрошача кокаина, кријумчари пошиљке ове психостимулантне дроге из Колумбије, у количинама које се мере тонама, а има своје дистрибутерске ћелије широм целог САД. Организација је била такође уплетена у производњу, шверцовање и дистрибуцију мексичког метамфетамина, марихуане, МДМА-а (познатог као „екстази”) те хероина широм Северне Америке и Европе. Када је ухапшен 2014. године, Гузман је држао титулу човека који је у САД увезао више дроге неко било који други нарко-бос икада.

## Бекства и хапшења
Прво хапшење Ел Чапа било је 1993. године у Гватемали, а овај криминалац је тада изручен Мексику и осуђен на 20 година робије за убиство и трговину дрогом. Након што је потплатио затворске чуваре, Гузман је 2001. успео да побегне из савезног затвора максималне сигурности. Потерницу за њим су тада расписале владе САД и Мексика као и Интерпол. САД је тада за информацију која би довела до хапшења Гузмана нудио награду у износу од 5 милиона америчких долара, док је мексичка влада нудила награду од 30 милиона мексичких пезоса (око 2 милиона америчких долара) за разоткривање нарко-боса.
Хоакина Гузмана Лоеру у његовом првом бекству ухапсиле су мексичке власти 22. фебруара 2014. године у Мексику. Пронађен је у стану своје четвороспратнице у Авенији дел Мар број 608 (шп. 608 Avenida del Mar) у приобалном кондоминијуму Мирамару у близини Мазатлана (Синалоа, Мексико), а ухапшен је без испаљеног метка. Гузман је 11. јула 2015. године поново извршио бекство из строго чуваног затвора, о чему су извештавали бројни домаћи и светски медији.
Мексички маринци су — уз помоћ војске и федералне полиције — после размене ватре 8. јануара 2016. ухватили Гузмана, који је притворен по трећи пут. Хапшење је извршено у Лос Мочису код Синалое, а ухваћен је још један вођа картела — Иван „Ел Чоло” Гастелум. Пет људи је убијено, још шест ухапшено, а један маринац рањен.